# Podogymnura
Podogymnura é um gênero mamífero da família Erinaceidae.

## Espécies
- Podogymnura aureospinula Heaney e Morgan, 1982
- Podogymnura truei Mearns, 1905